# Vladimir Alikin
Vladimir Aleksandrovič Alikin (in russo Владимир Александрович Аликин?; Novoil'inskij, 10 maggio 1957) è un ex biatleta sovietico, vincitore di varie medaglie olimpiche e iridate.
Dopo il ritiro, è diventato allenatore di biathlon per la nazionale russa.

## Biografia

### Carriera da atleta
In carriera prese parte a un'edizione dei Giochi olimpici invernali, Lake Placid 1980 (2° nella 10 km, 8° nella 20 km, 1° nella staffetta), e a tre dei Campionati mondiali, vincendo quattro medaglie.

### Carriera da allenatore
Dopo il ritiro divenne allenatore di biathlon; nel 2007 fu nominato capo allenatore della nazionale russa.

## Palmarès

### Olimpiadi
- 2 medaglie:
  - 1 oro (staffetta a Lake Placid 1980)
  - 1 argento (sprint[2] a Lake Placid 1980)

### Mondiali
- 4 medaglie:
  - 4 bronzi (staffetta a Ruhpolding 1979; staffetta a Lahti 1981; sprint[2], staffetta a Minsk 1982)

### Coppa del Mondo
{{..}}

### Campionati sovietici
- 4 ori (10 km nel 1981; pattuglia militare 25 km nel 1983; 10 km, staffetta, pattuglia militare 25 km nel 1985)[1]